# Emtec
 (novembre 2014).
Si vous disposez d'ouvrages ou d'articles de référence ou si vous connaissez des sites web de qualité traitant du thème abordé ici, merci de compléter l'article en donnant les références utiles à sa vérifiabilité et en les liant à la section « Notes et références ».
Emtec est une marque de Dexxon Groupe, entreprise française grossiste spécialisé dans la vente de produits informatiques.
Issu de BASF, inventeur des premières bandes magnétiques en plastique, Emtec est à l'origine spécialisé dans la fabrication de bande pour l'enregistrement audio à destination des professionnels et des ménages. Aujourd'hui, cette société élabore des produits liés au multimédia et au stockage de données, elle est présente dans plus de cinquante pays.

## Historique
(novembre 2014).
- 1991 : l'entreprise chimique allemande BASF achète Agfa-Gevaert et crée BASF Magnetics.
- 1993 : BASF annonce ses nouvelles cassettes vidéo vierges au chrome[2].
- 1996 : BASF Magnetics devient une filiale indépendante, mais toujours détenue à 100 % par BASF.
- 1997 : l'entreprise devient EMTEC Magnetics (acronyme de European Multimedia Technologies) après sa vente à KOHAP, une entreprise chimique coréenne spécialisée dans la production de PET.
- 1998 : à la suite de la « crise économique asiatique de 1997 », KOHAP vend EMTEC à Legal & General, groupe britannique de services financiers.
- 1999 : lancement des DVD enregistrables.
- 2000 : introduction de la marque EMTEC à l'international.
- Janvier 2003 : la filiale EMTEC Magnetics GmbH dépose le bilan en Allemagne[3]. En octobre, Imation achète les actifs de la filiale, en particulier les brevets, pour environ 15 M USD.
- 2004 : MPO, leader français du pressage de CD et de DVD, anciennement connue comme « Moulages plastiques de l'Ouest », achète certains actifs de EMTEC Consumer Media GmbH, notamment la marque EMTEC[4].
- 2006 : acquisition de la marque EMTEC par Dexxon Datamedia ; EMTEC est alors la 1re marque la plus vendue de clés USB en France et 3e en Europe[5].
- 2007 : lancement européen des disques durs multimédia Movie Cube.
- 2008 : introduction de clés USB Kooky aux États-Unis et de son lanceur pour application portable EM-Desk[6]. Fabrication de son premier mini-portable, le Gdium, qui fonctionne sous Mandriva Linux[7], un système d'exploitation libre.
- 2010 : création de EMTEC Middle East à Dubaï afin d'étendre la distribution dans la région du Moyen-Orient, l'Inde et l'Afrique.
- 2013 : lancement de la gamme de produits USB Dual One-The-Go (OTG).
- 2014 : lancement d'une nouvelle gamme complète de clés USB design par Cédric Ragot[8].
- 2015 : sortie de la clef Miracast Emtec Mirror TV Dongle[9].
- 2015 : lancement de l'application Emtec connect[10] et fusion entre la société d'exploitation Dexxon Data Media et Dexxon Groupe Holding pour former Dexxon Groupe[11].